# Wrightia novobritannica
Wrightia novobritannica är en oleanderväxtart som först beskrevs av Ngan, och fick sitt nu gällande namn av D.J.Middleton. Wrightia novobritannica ingår i släktet Wrightia och familjen oleanderväxter. Inga underarter finns listade i Catalogue of Life.